# Mount Edziza Provincial Park

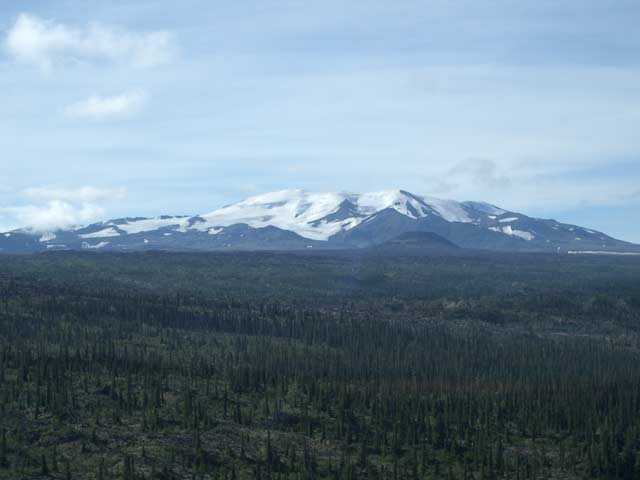
Il Monte Edziza, vulcano principale del complesso vulcanico del Monte Edziza e vetta più elevata del parco provinciale.

Il Mount Edziza Provincial Park (Parco provinciale del Monte Edziza) è un parco provinciale situato nella regione di Stikine della Columbia Britannica, nella costa occidentale del Canada.
È stato istituito il 27 luglio 1972.

## Caratteristiche
Il parco si estende su un'area di 266.180 ettari nell'altopiano del Tahltan Highland, nella parte nordoccidentale della Columbia Britannica; è incluso nell'area del parco il complesso vulcanico del Monte Edziza, un'area vulcanica che è stata sede di oltre 20 eruzioni vulcaniche negli ultimi 10.000 anni.
Nel parco, istituito proprio per salvaguardare la ricchezza ambientale e naturalistica della regione vulcanica, non è concesso l'accesso ai veicoli e ci sono solo poche strutture essenziali.
La massima elevazione del parco è rappresentata dal Monte Edziza, la cui vetta raggiunge i 2.787 m; il monte è un vulcano complesso costituito da flussi di lava basaltica e un duomo centrale di andesite, dacite e riolite. Alla sua sommità si trova un cratere ghiacciato di quasi 2.500 m di diametro. L'eruzione iniziale che ha dato luogo alla formazione del vulcano, è iniziata quattro milioni di anni fa. Le successive eruzioni hanno innalzato il duomo centrale e sparso la lava su una superficie di 65 km per 25 km.
Il vulcano è attualmente in fase di dormienza, ma attorno ad esso si sono attivate numerose piccole eruzioni che hanno creato oltre 30 coni di scorie.
All'interno del parco si trovano anche cinque laghi di una certa dimensione; di questi, i laghi Mowdade, Mowchilla, Kakiddi e Nuttlude formano una catena sul bordo orientale, mentre il lago Buckley è situato sul margine settentrionale. Tutti i laghi, eccetto il Mowade, drenano verso nord per alimentare il KLastine River, un affluente del fiume Stikine.